# 受益圏
受益圏（じゅえきけん）とは社会学用語の一つ。公共施設などが建設される場合に、その公共施設ができることで恩恵を受けることができるような立場のことを受益圏と言う。反対にその公共施設ができたならば被害を被るような立場のことを受苦圏という。
清掃工場を例に挙げてみれば、新たに清掃工場が建設されることになった場合に、その清掃工場が自宅から遠く離れた場所に建設されるならば、自身はその清掃工場が社会に対してもたらす恩恵を受けられると同時に公害などの被害を受けずにすむことから受益圏に存しているということになる。逆に自宅付近に清掃工場が建設されることになったならば、自身はその清掃工場がもたらす公害の被害者になるであろうから受苦圏に存しているということになる。
他には新幹線を例に挙げてみたならば、新幹線が開通した場合に、新幹線を利用することで自身の生活が向上するならば、その者は新幹線の受益圏に存する者になるわけである。これに対して新幹線の駅は自宅から遠く離れた所に設置され、自宅付近は新幹線の線路が敷かれるのみとなった場合には、その者は新幹線の騒音などといった公害の被害者になることから受苦圏に存しているということになる。